# 乙原車站 (島根縣)
35°1′34.49″N 132°32′50.98″E / 35.0262472°N 132.5474944°E
乙原車站（日语：／ Onbara eki */?）曾是屬於西日本旅客鐵道（JR西日本）三江線的鐵路車站，位於島根縣邑智郡美鄉町。三江線活化協議會將此站暱稱命名為「帶舞」（帯舞），取自島根縣西部與廣島縣西北部流傳的傳統神樂——石見神樂。

## 歷史
- 1935年（昭和10年）12月2日 - 三江線從石見川本車站延伸至石見簗瀨車站，此站開始營運[2]。
- 1948年（昭和23年）5月10日 - 開始受理小件行李的運送[4]。
- 1955年（昭和30年）3月31日 - 隨著三江南線通車營運，原本的三江線更名為三江北線。
- 1975年（昭和50年）8月31日 - 三江南線的口羽車站與三江北線的濱原車站之間銜接路段完工通車，南北兩線合併為三江線，此站成為三江線的車站。
- 1987年（昭和62年）4月1日 - 隨著國鐵分割民營化，成為西日本旅客鐵道所管轄的車站。
- 2018年4月1日 - 因三江線全線停駛廢線，隨之停止營運而廢站。

## 車站構造
此站為地面車站，往濱原車站方向的左側設有一股軌道與側式月台一座，有樓梯連接月台，月台上設有候車室。車站未設站房，也沒有裝設自動售票機等設備。

## 使用狀況
每日平均乘客人數如下：
| 乘車人數推移 | 乘車人數推移 | 乘車人數推移 |
| 年度         | 1日平均人數  | 備註         |
| ------------ | ------------ | ------------ |
| 1985年       | 66           | [ 5 ]        |
| 1992年       | 44           | [ 6 ]        |
| 1993年       | 38           | [ 7 ]        |
| 1994年       | 42           | [ 8 ]        |
| 1995年       | 44           | [ 9 ]        |
| 1996年       | 45           | [ 10 ]       |
| 1997年       | 39           | [ 11 ]       |
| 1998年       | 33           | [ 12 ]       |
| 1999年       | 29           | [ 13 ]       |
| 2000年       | 27           | [ 14 ]       |
| 2001年       | 21           | [ 15 ]       |
| 2002年       | 20           | [ 16 ]       |
| 2003年       | 18           | [ 17 ]       |
| 2004年       | 10           | [ 18 ]       |
| 2005年       | 9            | [ 19 ]       |
| 2006年       | 5            | [ 20 ]       |
| 2007年       | 4            | [ 21 ]       |
| 2008年       | 2            | [ 22 ]       |
| 2009年       | 3            | [ 23 ]       |
| 2010年       | 2            | [ 24 ]       |
| 2011年       | 3            | [ 25 ]       |
| 2012年       | 5            | [ 26 ]       |
| 2013年       | 3            | [ 27 ]       |
| 2014年       | 3            | [ 28 ]       |
| 2015年       | 4            | [ 29 ]       |

## 相鄰車站
西日本旅客鐵道（JR西日本）
 三江線
竹－乙原－石見簗瀨

## 外部連結
- （日語）JR西日本（乙原駅）（页面存档备份，存于）
- ぶらり三江線WEB：乙原 - 三江線改良利用促進期成同盟会・三江線活性化協議会。